# Euphorbia tortistyla
Euphorbia tortistyla es una especie de planta suculenta perteneciente a la familia Euphorbiaceae. 

## Descripción
Es una planta suculenta arbustiva enana espinosa que alcanza un tamaño de 15 cm de altura, con mechón insertado, las ramas estoloníferas, formando grupos compactos de 50 cm de diámetro. Las ramas de 5-8 mm de diámetro, muy obtusamente tetrangulares, ángulos superficialmente sinuados con tubérculos de 6-10 mm de distancia a lo largo de los márgenes. Espinos de 3-8 × 2-2.5 mm, obovadas. Las hojas como escamas de 0,5 x 0,75 mm, deltoides, caducas. Los ciatos solitarios, simples; de  2,75 × 3,5 mm, con involucro en forma de copa. El fruto en forma de cápsula de 3,25 × 3,5 mm, obtusamente lobulada. Semillas de 2 × 1,4 mm, ovoides, verrugosa.

## Distribución y hábitat
Es conocida sólo de los márgenes de la meseta central del sur de Zimbabue a una altitud de 	1100-1400 metros expuestas en las losas de granito en grietas de las rocas y de los márgenes de afloramientos de granito descompuestos.

## Taxonomía
Euphorbia tortistyla fue descrito por Nicholas Edward Brown y publicado en Flora of Tropical Africa 6(1): 569. 1911.
Etimología
Euphorbia: nombre genérico que deriva del médico griego del rey Juba II de Mauritania (52 a 50 a. C. - 23), Euphorbus, en su honor – o en alusión a su gran vientre –  ya que usaba médicamente Euphorbia resinifera. En 1753 Carlos Linneo asignó el nombre a todo el género.
tortistyla: epíteto